# Benjamin Silliman den yngre
Benjamin Silliman den yngre, född 4 december 1816, död 14 januari 1885, var en amerikansk kemist; son till Benjamin Silliman.
Silliman blev 1837 assistent hos fadern, sedermera (1847) professor i kemi vid Sheffield School of Science i New Haven, Connecticut, 1849 professor i medicinsk kemi i Louisville, Kentucky, och efterträdde slutligen sin far (1854) som professor i kemi vid Yale College i New Haven.
Han utgav de mycket spridda läroböckerna First Principles of Chemistry (1846) och First Principles of Physics (1858; andra upplagan 1861). Han anses ha varit konstruktör till den första fotogenlampan (1855). Åren 1838-45 utgav han tillsammans med fadern American Journal of Science, och från 1845 till sin död stod han som en av huvudredaktörerna för denna USA:s främsta vetenskapliga tidskrift.